# ASM–135 ASAT
Az ASM–135 ASAT egy légi indítású, többfokozatú műholdromboló rakéta, amelyet a Ling-Temco-Vought Aerospace (LTV) fejlesztett az amerikai légierő F–15 Eagle vadászgépei számára.

## Előzményei

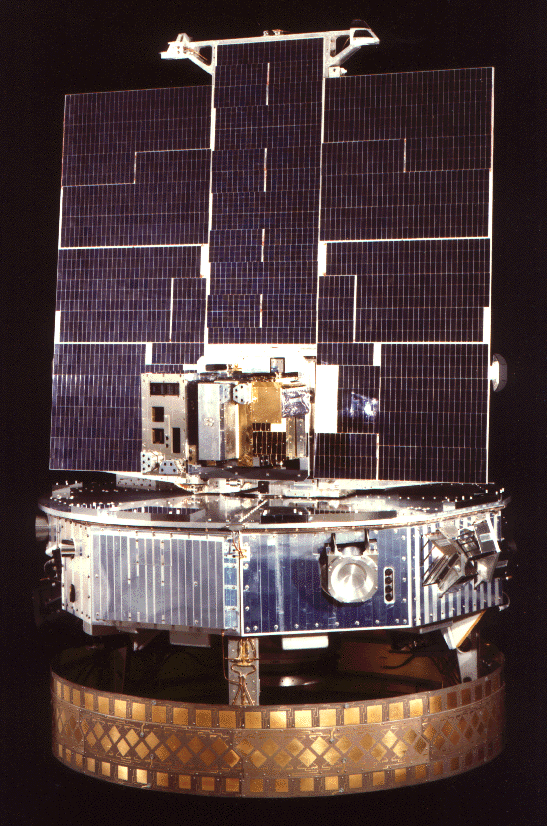
A P78–1 Solwind műhold még ép állapotban

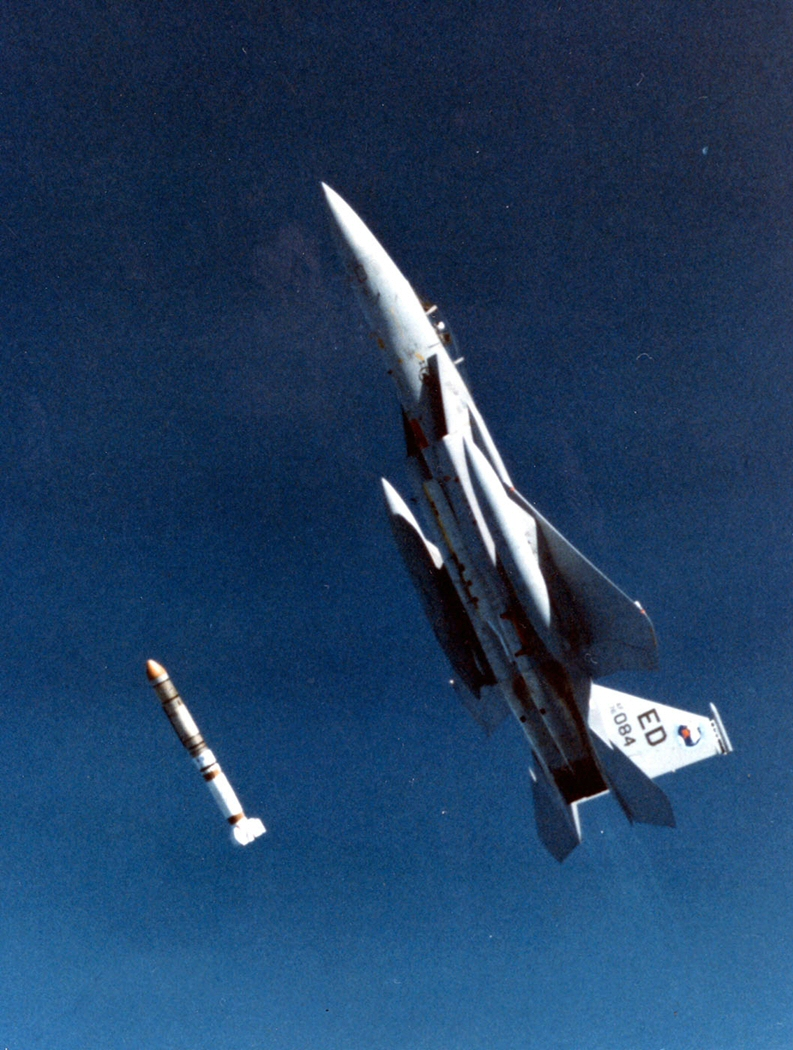
A P78–1 Solwind műholdat megsemmisítő ASM–135 rakéta indítása a hordozó F–15 Eagle-ről.

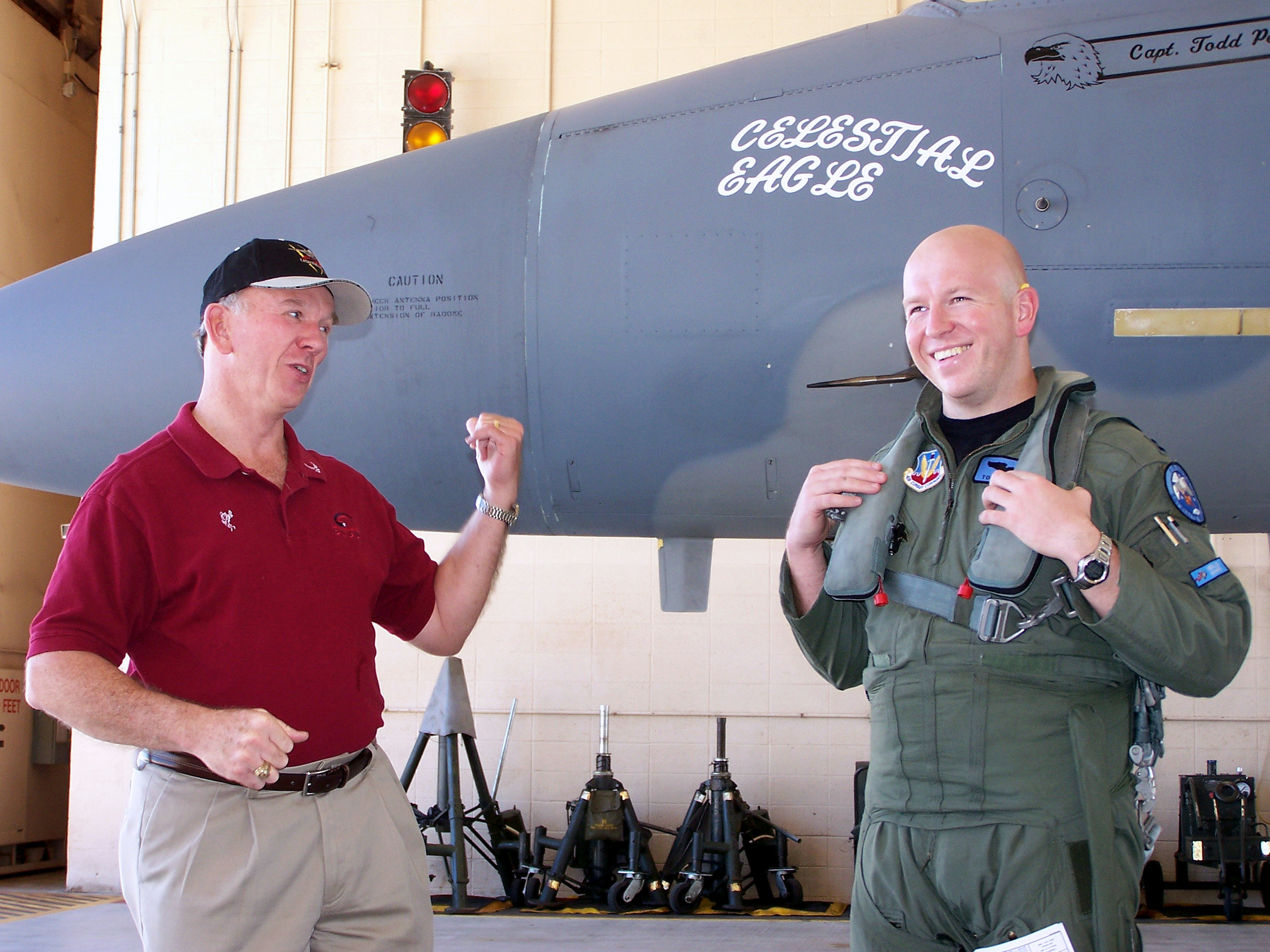
Pearson tábornok (balra) a Celestial Eagle előtt az USA egyetlen légi indítású műholdromboló rakéta kilövésének 22. évfordulóján, 1997-ben.

### Amerikai rendszerek
Az 1950-es évek vége felé az USA elkezdte a műholdromboló fegyverek kifejlesztését. Az első ilyen fegyverrendszer a WS 119B Bold Orion volt, amely az ASM–135-höz hasonlóan szintén légi indítású volt, egy B–47 Stratojetről indították. A Bold Orionnal 1959. október 19-én próbálták meg lelőni az Explorer–6 műholdat. A kétfokozatú Bold Orion rakétakísérletet sikeresnek tekintették, mivel a céltól 6,4 km-re haladt el. Ekkora távolságból azonban csak egy nagy hatóerejű atomfegyver semmisítené meg a célt.
1960-ban az amerikai védelmi minisztérium egy SPIN (SPace INtercept, a.m. "űrbéli elfogás") nevű programot kezdeményezett. 1962-ben a haditengerészet a Project Hi-Hoe részeként, műholdromboló rakéták fejlesztése céljából F–4D vadászgépekről indított rakétákat.
1963-ban az amerikai hadsereg nukleáris robbanófejjel felszerelt MIM–3 Nike Zeus földi indítású légelhárító rakétája sikerrel megsemmisített egy föld körüli pályán keringő műholdat. Egy ilyen rendszerű rakéta, amelyet korábban Project MUDFLAP-nek, később Project 505-nek neveztek, 1964. és 1967. között állt készenlétben. 1967-ben egy a légierő Program 437 keretén belül kifejlesztett, nukleáris robbanófejjel felszerelt PGM–17 Thor rakéta váltotta le a Project 505-ös Nike Zeus rendszert. Ezt a Program 437 Thor rendszert 1975-ig tartották korlátozott bevethetőségi állapotban. A nukleáris robbanófejjel felszerelt műholdromboló rakéták egyik jelentős hátránya az volt, hogy a robbanáskor keletkező elektromágneses impulzus amerikai műholdakra is veszélyt jelenthetett, ezért a műholdromboló fegyverrendszerek fejlesztési irányát olyan irányba terelték, amelyeknél nincsen szükség atomfegyverekre. Az 1963-as részleges atomcsendegyezmény emellett időkorlátozás nélkül betiltotta a nukleáris fegyverek űrbéli használatát.

### Szovjet rendszerek
A Szovjetunió 1968-tól kezdve sikeresen hatott végre számos műholdromboló fegyverkísérletet, amelyeknél a rombolást nem atomrobbanás okozta. A koorbitális pályára juttatott rakétát hagyományos robbanófejjel szerelték fel, és akkor indították, amikor az indítóállás közelében elhaladó célműhold a horizont fölé emelkedett. A közel azonos föld körüli pályára állított, 1400 kg tömegű rakéta egy vagy két peridódus alatt (magasságtól függően 90-200 perc), radar segítségével a cél közelébe manőverezett, majd a fej robbanásából származó repeszekkel megsemmisítette az akár egy kilométerre található célt. Az 1963. és 1972. közötti első kísérleti fázisban 20 kilövés során indítottak elfogórakétákat és célműholdakat. A kísérletsorozat eredmény hét sikeres elfogás és öt robbantás volt. A kezdeti kísérletek alapján a rendszer 230 és 1000 km-es magasságok között volt használható. Az 1972-es ABM-szerződés aláírása után a Szovjetunió átmenetileg felfüggesztette a műholdromboló rendszerének kísérleteit, mivel a szerződés nemcsak a ballisztikus rakéta-elhárító rendszerek fejlesztését és használatát tiltotta meg, de a szerződés betartását ellenőrző rendszerek zavarását is. Virágnyelven ez a felderítő műholdakat jelentette.
A koorbitális rendszerrel folytatott kísérleteket 1976-ban folytatták. A korabeli nyugati szaksajtóban eltúlzott hírek jelentek meg a szovjetek lézer- és részecskesugaras műhold- és ICBM-elhárító rendszereiről, amelyek nagy részben az amerikai rendszerfejlesztések iránti érdeklődés újbóli fellángolásához vezettek. A szovjet kísérletek folytatásában szerepet játszhatott a jellegénél fogva műhold-elhárításra is képessé tehető űrsikló előrehaladott fejlesztése. A beszámolók szerint a szovjet koorbitális rendszer korlátait leszorították 160 km-es magasságra illetve megnövelték 1600 km-re, valamint az elfogáshoz szükséges időt egyetlenegy periódusra csökkentették.
1978. és 1982. között nagyjából évi egy elfogással tovább folyt a rendszer tesztelése. 1978-ban ezért Jimmy Carter elnök egy új, kinetikus energiát hasznosító műholdromboló rendszer fejlesztésére utasította a légierőt. A Prototype Miniature Air-Launched Segment (PMALS, légi indítású miniatűr prototípus) program célja egy alacsony föld körüli pályán keringő műhold ellen használható, légi indítású rakéta kifejlesztése volt.

## Tervezése
1979-ben a légierő rakétafejlesztési tenderét az LTV nyerte el egy többlépcsős, infravörös célravezérlésű, kinetikus energiás rombolófejjel ellátott tervezetével. Egy légi indítású rendszer előnyét a földi indítással szemben az adta, hogy a hordozó repülőgépet pontosan a célműhold pályája alá lehetett küldeni, így az elfogó rakétának kevesebbett kellett manőverezni, az irányító rendszernek nem kell annyira összetettnek lennie.
A rakéta első fokozatát egy Lockheed gyártású LPC–415 rakétamotorral felszerelt, a célnak megfelelően módosított Boeing AGM–69 SRAM levegő-föld rakétája adta. A második fokozat az LTV Altair 3 rakétája volt, amelyet a Scout rakéta negyedik fokozataként, valamint a Bold Orion és a Hi Hoe műholdromboló rendszereknél is használtak. Az Altair 3-at hidrazin meghajtású kormányrakétákkal is felszerelték, amelyek segítségével a rakétát az célműhold felé lehetett irányítani.
A harmadik fokozatot szintén az LTV készítette, ez a fokozat volt maga a rombolófej. A Miniature Homing Vehicle (MHV, miniatűr céltartó jármű) második fokozatról való leválását megelőzően stabilizálási célból a hossztengelye körül nagyjából percenkénti 30-as fordulatra pörgött fel.
A pörgési sebesség és a tehetetlenségi referenciák pontos megállapítására egy Honeywell ringlézeres giroszkópot használtak. Az MHV infravörös érzékelőjét a Hughes Aircraft fejlesztette. Az érzékelőben négy indium–bizmut csíkot keresztben, négyet pedig logaritmikus spirálban helyeztek el. A rombolófej pörgésével és az csíkokon érzékelhető hőforrás segítségével a cél irányát meg lehetett határozni. Az infravörös érzékelőt folyékony héliummal hűtötték. Az egyik folyékony héliumos termoszt az F–15 gépfegyver lövedéktartójának valamint a hátsó ülés helyére, a másik, kisebb termoszt pedig a második fokozatba építették be. Az MHV felpörgetése előtt a hűtőcsöveket visszacsévélték a második fokozatba.
Az MHV irányítórendszere kizárólag az infravörös érzékelő számára látható célt volt képes követni, nem számolt a haladási iránnyal, a magassággal vagy a célig hátralevő távolsággal. A célt mindig az érzékelő középpontján tartotta, minden egyes eltérésnél korrigált. Az MHV-n körbe 56 teljes tolóerejű és 8 fél tolóerejű, szilárd hajtóanyagú manőverező rakéta volt található. A nyolc darab fél tolóerejű rakétát a cél eltalálása előtti pillanatokban, a röppálya finomabb módosítására használták. Az MHV hátsó peremén négy további manőverező rakéta korrigálta az MHV pörgését.

## Kísérleti kilövései
Az Edwards légitámaszpontról 1982. december 21-én hajtotta végre egy F–15A az ASM–135 első légiszállítási próbáját.
1985. augusztus 20-án Ronald Reagan elnök engedélyezte a fegyverrendszer műhold elleni kipróbálását. A cél egy 1979. február 24-én fellőtt, a Nap röntgensugárzását megfigyelő, rossz műszaki állapotú műhold volt, a P78–1 Solwind. Bár a tervek szerint kifejezetten a fegyverrendszer számára indítottak volna célműholdakat, a fegyverzetkorlátozási lépések miatt az amerikai kongresszus, Reagan elnök kívánsága ellenében, várhatólag betiltaná az ASM–135 műholdak elleni kipróbálását, ezért a védelmi minisztérium egy létező műholdat jelölt meg célként. A kongresszusi tiltás 1985 októberében be is következett.
1985. szeptember 13-án Wilbert D. "Doug" Pearson hadnagy a 76–0084 sorozatszámú, "Celestial Eagle" becenevet kapott, ASM–135 kilövésre módosított F–15A fedélzetéről elindította a műholdromboló rakétát. A Vandenberg légitámaszponttól nagyjából 300 km-es távolságra az 1,22 Mach sebességgel repülő F–15 egy 3,8 g-s, 65 fokos emelkedésbe kezdett. A hordozógépről 12 700 méteres magasságnál, 0,934 Mach sebességnél automatikusan levált ASM–135 megközelítette az 555 km-es magasságon haladó P78–1 Solwindet. A több mint 24 000 km/h relatív sebességgel becsapódó MHV darabokra zúzta a célt.
A Solwindet érintő légierős rakétakísérletről a NASA 1985 júliusában szerzett tudomást. A kísérletről készített becsapódási modell szerint a műhold roncsainak egyes darabjai még az 1990-es években is föld körüli pályán maradnak, ezért az akkor még csak tervezett, későbbi Nemzetközi Űrállomás űrszemét elleni védelmét is meg kellett erősíteni.
Az egyre táguló roncsmezőt a NASA és a védelmi minisztérium egy kifejezetten erre a célra Alaszkába telepített radarral és két földi roncsmegfigyelő távcsővel követte nyomon. A NASA feltételezései szerint a fémroncsok jól látható, nyersfém színűek lesznek. A Solwind maradványai azonban annyira sötétek lettek, hogy a vizuális felderítésük sokkal nehezebbnek bizonyult. A NASA tudósai szerint a váratlan sötétedést a becsapódás során létrejött hő hatására a Solwind műanyag alkatrészeinek elpárolgása, majd a fémhulladékra szenes rétegként való kicsapódása okozta.
A NASA a légierő infravörös távcsöveinek segítségével sikeresen megtalálta a Nap hőjét felszívó és ezért melegebb roncsdarabokat, ami tovább erősítette azt a feltételezést, hogy a roncsdarabok szenesedéstől sötétek, és nem nyersfémszerűen tükrözőek. A rendkívül ritka, de még létező légköri súrlódás miatt a roncsdarabok pályája gyorsan csökkent, ami arra engedett következtetni, hogy a darabok nagy felülettel, de alacsony tömeggel rendelkeznek. A NASA kimutatásai szerint 1998. januárjára a 285 nyomon kövehető roncsdarab közül már csupán 8 maradt továbbra is föld körüli pályán.
A Solwind kísérletnek három jelentős tanulsága volt:
- Felmerült annak a lehetősége, hogy az optikai módon észlelt roncsdarabok nagy méretűek és sötétek voltak, nem pedig a korábban feltételezett apró és csillogó darabok. Ezek az eredmények az optikai és a radaros űrszemét-érzékelő rendszerek pontosabb kalibrálásához vezettek.
- A rendkívül nagy sebességű űrbéli ütközések tanulmányozásához a tudósok megfigyelhető eseménnyel rendelkeztek.
- Felhívta a figyelmet az űrszemét problematikájára

A Solwind kísérlet végül nem sok hatással volt a tervezett amerikai űrállomásra, mivel annak elkészültét az 1990-es évtized közepe utánra tolták ki. Az 1989-1991 közötti napfoltmaximum az 1985-ben elvártaknál nagyobb mértékben melegítette fel és tágította ki a légkört, és ezzel meggyorsította a Solwind roncsainak lassulását, légkörbe jutását.
| Kilövés száma | Dátum                | Megjegyzés                                                      |
| ------------- | -------------------- | --------------------------------------------------------------- |
| 1.            | 1984. január 21.     | MHV nélküli sikeres rakétakísérlet                              |
| 2.            | 1984. november 13.   | Egy csillag felé irányított MHV-nál a kísérlet kudarccal zárult |
| 3.            | 1985. szeptember 13. | A rakéta sikeresen megsemmisítette a P78–1 Solwind műholdat     |
| 4.            | 1986. augusztus 22.  | Egy csillag felé irányított MHV-nál a kísérlet sikeres volt     |
| 5.            | 1986. szeptember 29. | Egy csillag felé irányított MHV-nál a kísérlet sikeres volt     |

A Vought összesen 15 darab ASM–135 rakétát gyártott, ezek közül 5 darabbal végeztek rakétakísérletet.

## Operatív története
A kezdeti tervek szerint az amerikai légierő egy 112 darab ASM–135 rakétából álló flottát kívánt hadrendbe állítani és a washingtoni McChord légitámaszponton állomásozó 318. elfogóvadász század (318th Fighter Intercepter Squadron), valamint a virginiai Langley légitámaszponton állomásozó 48. elfogóvadász század 10-10 darab F–15A vadászgépét kívánta módosítani műholdromboló feladatokra. Mindkét századnál már felkészítették a gépeket az ASM–135 befogadására, amikor 1988-ban a programot bezárták.
Az ASM–135 hadrendbe állításának kérdése az USA védelempolitikájával foglalkozók körében központi szerephez jutott. A kérdés egy műholdromboló rendszer hadászati szükségessége, valamint a szovjet műholdromboló rendszerekkel együttes fegyverzetkorlátozási igény körül alakult ki. 1983-tól kezdve az amerikai Kongresszus számos korlátozást vezetett be az ASM–135 programmal kapcsolatban. 1985 decemberében betiltották az ASM–135 űrbéli célok elleni kipróbálását. A döntés csupán egy nappal azután született meg, hogy a légierő két célműholdat állított föld körüli pályára az ASM–135 kísérletek következő fázisához. 1986-ban a légierő tovább folytatta az ASM–135 tesztelését, de a kongresszusi tiltás korlátain belül maradva nem indította a rakétát űrtelepítésű céltárgy ellen.
1986-ban a program felülvizsgálata során megállapítást nyert, hogy az eredetileg tervezett 500 millió dolláros költség helyett az ASM–135 program közel 5,3 milliárd dollárba került. A költségek visszaszorítása érdekében a légierő a program kétharmadát megszüntette. A légierő 1987-ben felajánlotta a program bezárását. 1988-ban a Reagan-kormány az ASM-135 programot műszaki nehézségei, kísérleti csúszásai és jelentős költségtúllépései miatt bezáratta.

## Változatai
- ASM–135  – 15 darab épült.
- CASM–135  – rendszerintegrálási változat, szimulált rombolófejjel és működésképtelen hajtóművekkel.

## Kiállított példányai
- CASM–135 a Steven F. Udvar-Hazy Centerben, a Smithsonian Institution repülés- és űrtechnikai múzeumának virginiai kiállítótermében, a Washington-Dulles nemzetközi repülőtér szomszédságában
- CASM–135 a légierő múzeumában, a Wright-Patterson légitámaszponton, Ohióban

## Fordítás
- Ez a szócikk részben vagy egészben az ASM-135 ASAT című angol Wikipédia-szócikk ezen változatának fordításán alapul.  Az eredeti cikk szerkesztőit annak laptörténete sorolja fel. Ez a jelzés csupán a megfogalmazás eredetét és a szerzői jogokat jelzi, nem szolgál a cikkben szereplő információk forrásmegjelöléseként.